# Изабелла Португальская
Изабелла Португальская (порт. Isabel de Portugal; 24 октября 1503, Лиссабон — 1 мая 1539, Толедо) — императрица Священной Римской империи, супруга императора Карла V.

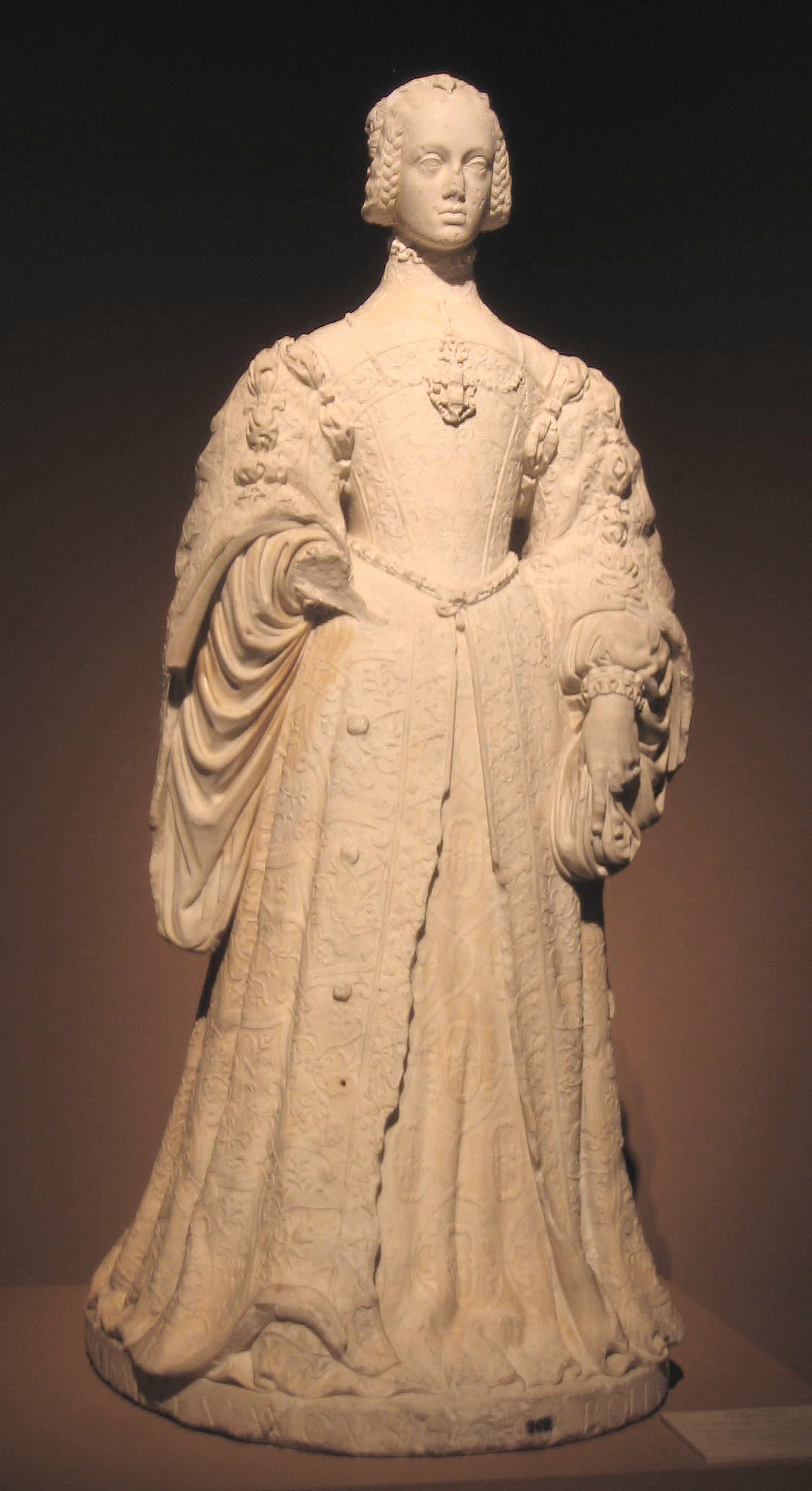
Скульптура Изабеллы работы Помпео Леони, 1572 год

## Ранние годы
Изабелла родилась в Лиссабоне 24 октября 1503 года и была названа в честь своей бабки по материнской линии — Изабеллы I, королевы Кастилии и Леона. Она стала вторым ребёнком и первой дочерью короля Португалии Мануэла I Счастливого и его второй жены Марии Арагонской. До рождения её брата Луиша в 1506 году Изабелла считалась второй в линии наследования престола.
Воспитанием Изабеллы занималась гувернантка Эльвира де Мендоса. Образование инфанты включало: математику, классические труды эпохи Возрождения, изучение языков — латыни, испанского и французского (помимо родного португальского), придворный этикет, христианское богословие.
По свидетельствам современников, Мария Арагонская строго следила за образованием своих детей, наказывала Изабеллу и её братьев с сёстрами за провинности.
В 14-летнем возрасте Изабелла потеряла мать. Вместе с сестрой Беатрисой она унаследовала её личные владения, а также доходы с городов Визеу и Торриш-Ведраш.

## Помолвка и брак
Как старшая дочь Мануэла I Счастливого, Изабелла была крайне привлекательной невестой для династического брака. Наилучшим кандидатом считался её двоюродный брат Карл — сын сестры её матери, Хуаны I. Этот брак укрепил бы союз между Испанией и Португалией, чего желали ещё их общие предки — Изабелла I Католическая и Фердинанд II Арагонский. Кроме того, он позволил бы избежать конфликтов в колониальной экспансии, поскольку Португалия оставалась единственной морской державой, способной бросить вызов испанскому господству в Атлантике. Наконец, для Карла, правившего множеством земель, было крайне важно, чтобы богатейшее христианское государство — Португалия — оказалось в сфере влияния Испании, а не Франции, как это произошло во время Войны за кастильское наследство. Испанская знать также настаивала, чтобы король, выросший в Бургундии, взял в жёны иберийскую принцессу.

### Отложенный союз
18-летний Карл, однако, не спешил жениться и в 1518 году отправил свою сестру Элеонору Австрийскую выйти замуж за овдовевшего отца Изабеллы. Под влиянием фламандских советников, в частности Гийома де Кроя, он временно отодвинул португальский союз на второй план, заменив его переговорами с Англией. В 1521 году Карл обручился с другой двоюродной сестрой — Марией Тюдор, дочерью Генриха VIII и Екатерины Арагонской, которая была на 16 лет младше и ещё ребёнком. Этот шаг должен был разрушить англо-французский альянс, организованный амбициозным кардиналом Томасом Уолси. В Португалии отказ инфанте сочли оскорблением, но Изабелла заявила, что выйдет замуж за могущественного кузена или уйдёт в монастырь. К 1525 году Карл, нуждавшийся в наследниках, охладел к английскому союзу и разорвал помолвку. Брак с Изабеллой был выгоден разных аспектах, начиная от близкого возраста (Изабелла была младше Карла всего на 3 года), владение испанским языком и  заканчивая огромным приданым в 900 000 португальских крузадо (или кастильских фолдов), что помогало покрыть долги после Итальянской войны 1521–1526 гг.

### Свадьба

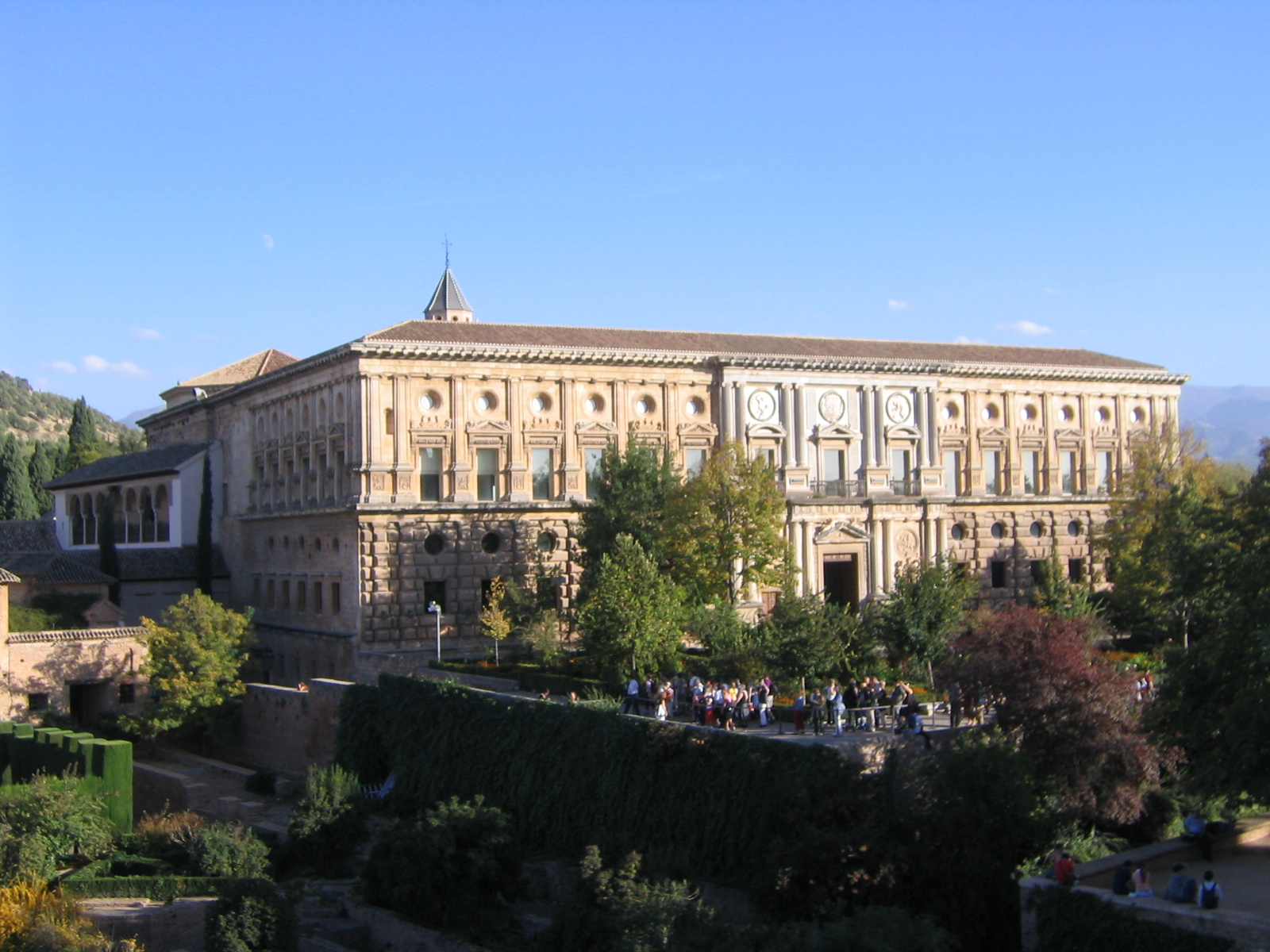
Фасад дворца Карла V в Гранаде, построенного в честь его брака с Изабеллой Португальской в 1526 году

Карл быстро получил папское разрешение на брак между кузенами. Так по договору Изабелла Португальская выходила за Карла V, брат Изабеллы король Жуан III женился на младшей сестре Карла — Екатерине Австрийской, которая в последующем станет одной из значимых фигур во время правления её внука короля Cебастьяна I. Планировалось, что после свадьбы Карл отправится в Священную Римскую империю, оставив Изабеллу регентом Испании. В январе 1526 года Изабелла прибыла в Испанию. На границе её встретили герцог Калабрийский, архиепископ Толедский и герцог Бехарский, которые сопроводили её в Севилью. Торжества длились неделю, но церемония состоялась внезапно — в полночь 11 марта в севильском Алькасаре.

### Семейная жизнь

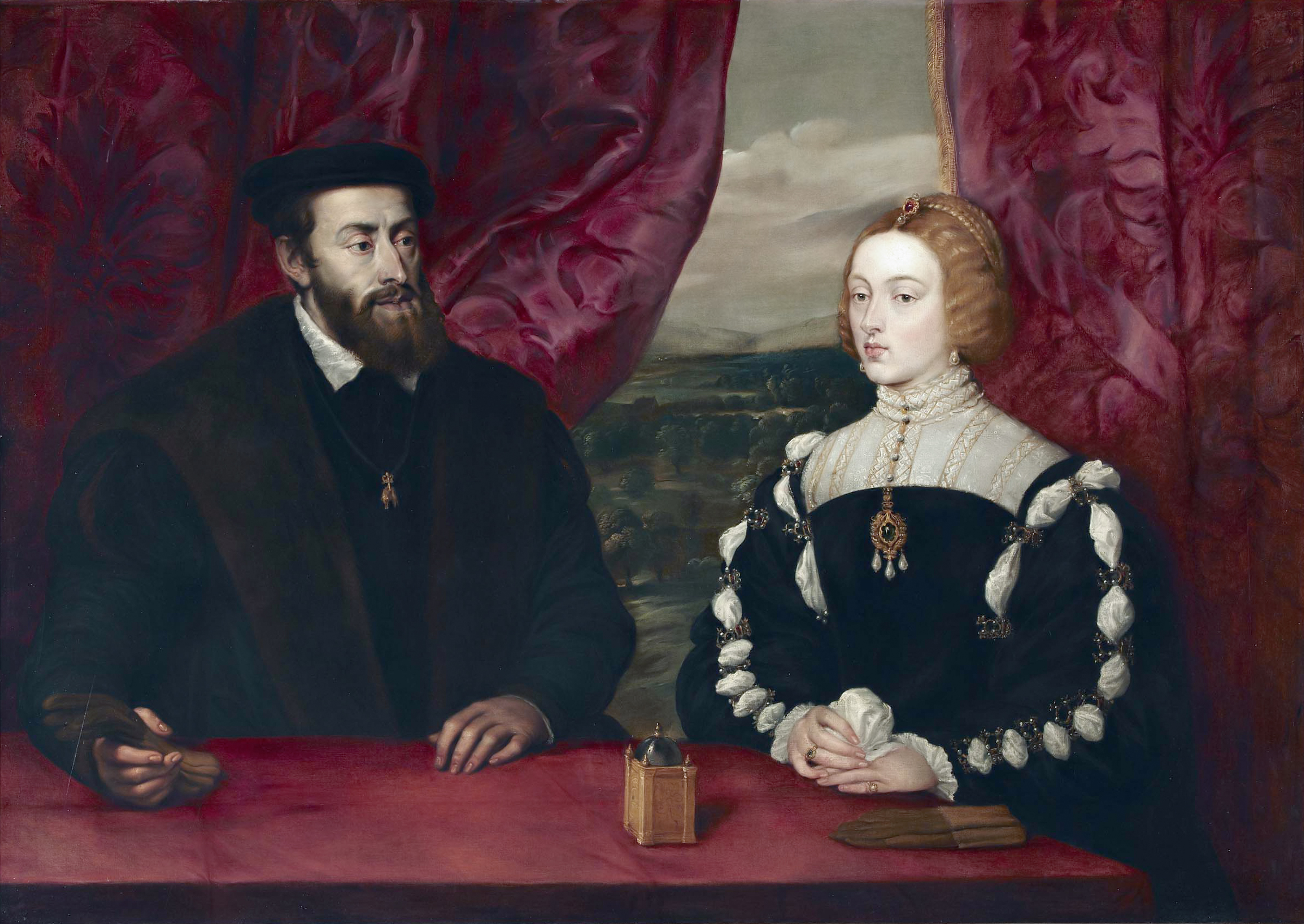
Император Карл V и императрица Изабелла.Питер Пауль Рубенс с оригинала Тициана, XVII век.

Хотя брак был политическим, Карл, вопреки ожиданиям, надолго задержался с молодой женой. Они провели медовый месяц в Альгамбре (Гранада), где по приказу императора высадили семена неизвестного в Испании персидского цветка — позже они проросли красными гвоздиками, приведя Изабеллу в восторг. В её честь засадили тысячи этих цветов, сделав гвоздику символом Испании. Несмотря на взаимную привязанность, брак осложнялся частыми отъездами Карла в периоды с 1529-1533, 1536-1539 годы. Изабелла, оставшаяся воспитывать детей в Испании, учила их португальскому языку и регулярно писала мужу, хотя подолгу не получала ответов.

## Правление

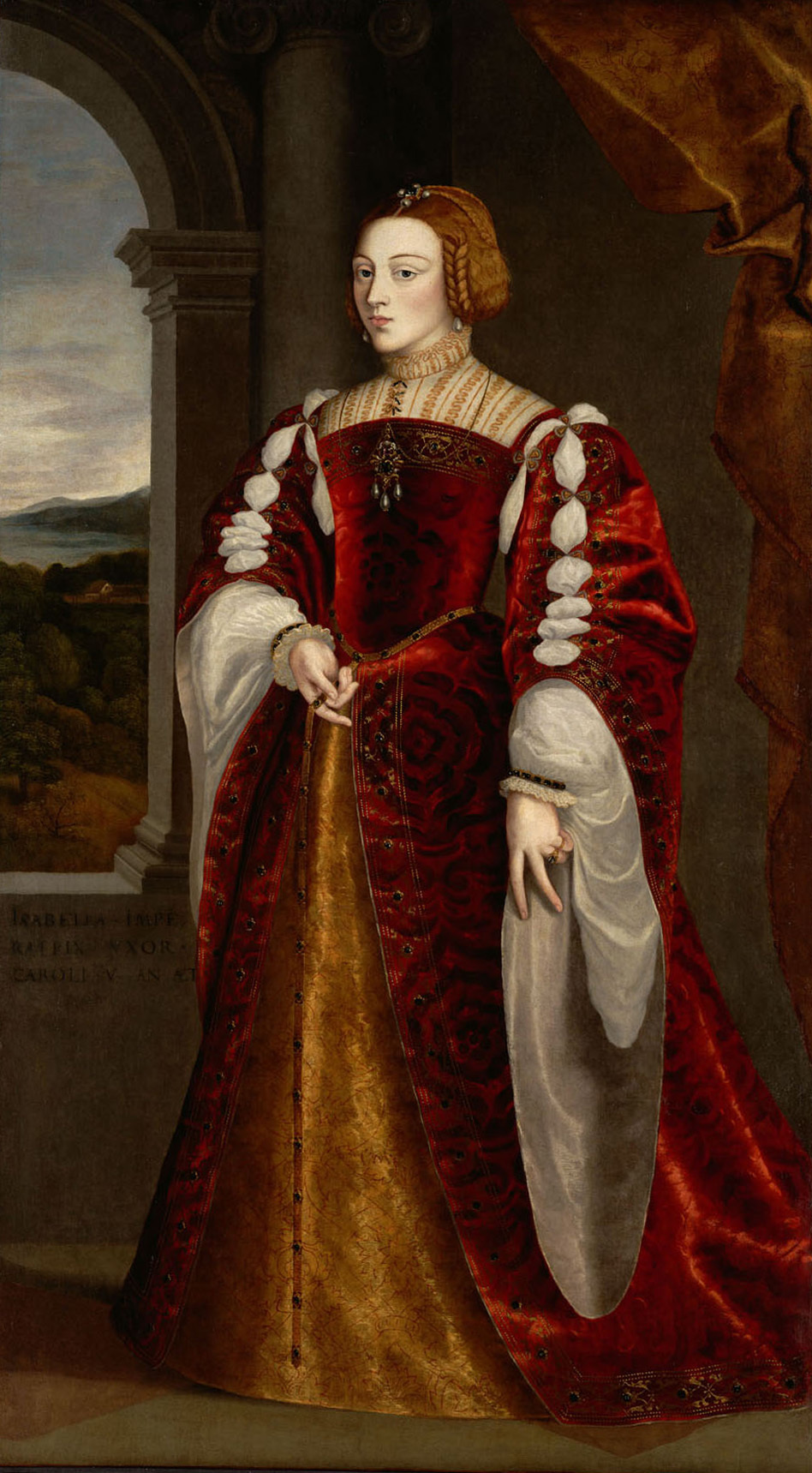
Изабелла Португальская, кисти Зайзенеггера.

Как и планировал Карл, он назначил Изабеллу правителем во время своего отсутствия для ведения военных кампаний и управления своими землями в Германии в периоды 1529-1533 и 1537-1539 годов. 
Изабелла Португальская присутствовала на заседаниях правительственных советов и совещалась с министрами. Изабелла вела ведущую роль в процессе разработки политики, предлагая собственные решения, а не просто принимая советы и рекомендации государственных мужей. Её супруг считал её рассуждения «очень благоразумными и продуманными». Обладая как гражданской, так и уголовной юрисдикцией, Изабелла назначила Диего Лопес де Медарано своим «mayordomo mayor» (верховным управляющим), поручив ему организацию и управление королевским дворцом. 
Город Толедо служил основным источником доходов императорского двора Карла V в Кастилии. Изабелла проявляла глубокое понимание экономических проблем пиренейских королевств, последовательно отстаивая государственные интересы . На внешнем уровне её действия были решающими в защите побережий полуострова и Северной Африки, которые страдали от пиратства. Это обеспечило поток драгоценных металлов и сделало Испанию одним из главных источников имперской казны. Благодаря её правлению Испания оставалась независимой от дорогостоящей военной политики империи, сохраняла экономическую стабильность и потому пребывала процветающей. Однако после смерти Изабеллы Испания столкнулась с ростом инфляции и увеличивающимся бюджетным дефицитом, начально накопленными в годы правления её супруга, что впоследствии привело к финансовому кризису в правление Филиппа II. 
Изабелла проводила последовательную политику по укреплению королевской власти, направленную на преодоление последствий антигабсбургских восстаний, вызванных деятельностью Карла. В рамках управления государством она регулярно совершала поездки по ключевым городам, осенью между Толедо, Вальядолидом, Севильей, Барселоной и Майоркой. Во внешнеполитической деятельности Изабелла уделяла особое внимание династическим переговорам с Францией, выступая против планов брачных союзов между своими детьми и старшими наследниками короля Франциска I Валуа.

## Смерть

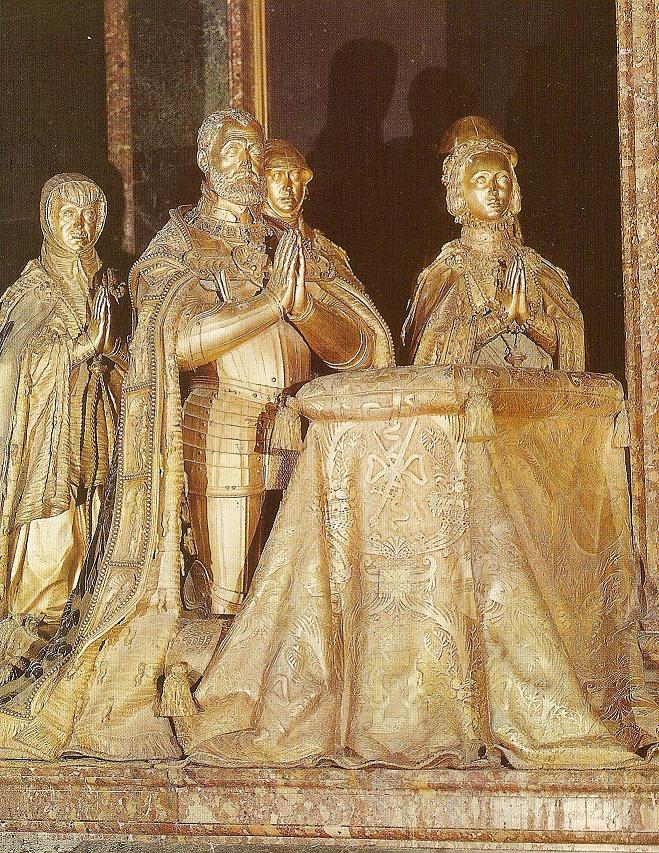
Бронзовые статуи Карла и Изабеллы в базилике Эскориал

Согласно историческим свидетельствам, последние годы жизни Изабеллы Португальской были омрачены слабым здоровьем. Императорский двор вынужден был постоянно перемещаться между резиденциями, частично для того, чтобы избежать эпидемий. Современные исследователи на основании сохранившихся описаний предполагают, что императрица страдала от туберкулёза. Один из придворных хронистов отмечал крайнюю худобу правительницы. В 1539 году во время седьмой беременности у Изабеллы развилась лихорадка, приведшая к осложнениям. Результатом стали преждевременные роды и появление на свет мёртвого сына. Через две недели, 1 мая 1539 года, 35-летняя императрица скончалась. 
На момент смерти её супруг, император Карл V, отсутствовал. Смерть супруги глубоко потрясла императора. По его распоряжению, траурная процессия с телом Изабеллы направилась в Королевскую капеллу Гранады под сопровождением их сына Филиппа и Франсиско Борджиа, 4-го герцога Гандии. Источники сообщают, что вся процессия, состояние останков произвели впечатление на герцога, что впоследствии повлияло на его вступление в монашеский орден. 
Карл V в течение двух месяцев пребывал в уединении, соблюдая траур. До конца жизни он сохранял верность памяти супруги, не вступая в повторный брак, хотя и имел внебрачного сына от позднейшей связи.
Первоначальное захоронение Изабеллы находилось в Королевской капелле Гранады. В 1574 году по инициативе Филиппа II её останки были перенесены в Эскориал. Согласно завещанию Карла V, супруги были погребены вместе в крипте под алтарём. Окончательное перезахоронение в Королевском пантеоне Эскориала состоялось в 1654 году при Филиппе IV. 
В базилике монастыря установлены бронзовые скульптуры, изображающие императорскую чету. Композиция включает также скульптурные портреты их дочери Марии Испанской и сестёр Карла V - Элеоноры и Марии. Напротив расположены изображения их потомков: сына Филиппа II с супругами и внука Карлоса, принца Астурийского.

## Дети
В браке Изабеллы Португальской и Карла V, императора Священной Римской империи родились:
- Филипп II (21 мая 1527 года — 13 сентября 1598 года), король Испании.
- Мария (21 июня 1528 года — 26 февраля 1603 года) — с 1548 года жена императора Максимилиана II.
- Фердинанд (22 ноября 1529 года — 13 июля 1530 года) скончался в младенчестве.
- мертворождённый сын (29 июня 1534).
- Хуана (26 июня 1535 года — 7 сентября 1573 года) — с 1552 года жена Жуана Мануэля, инфанта Португалии.
- Хуан (19 октября 1537 — 20 марта 1538) скончался в младенчестве.
- мертворождённый сын (21 апреля 1539).

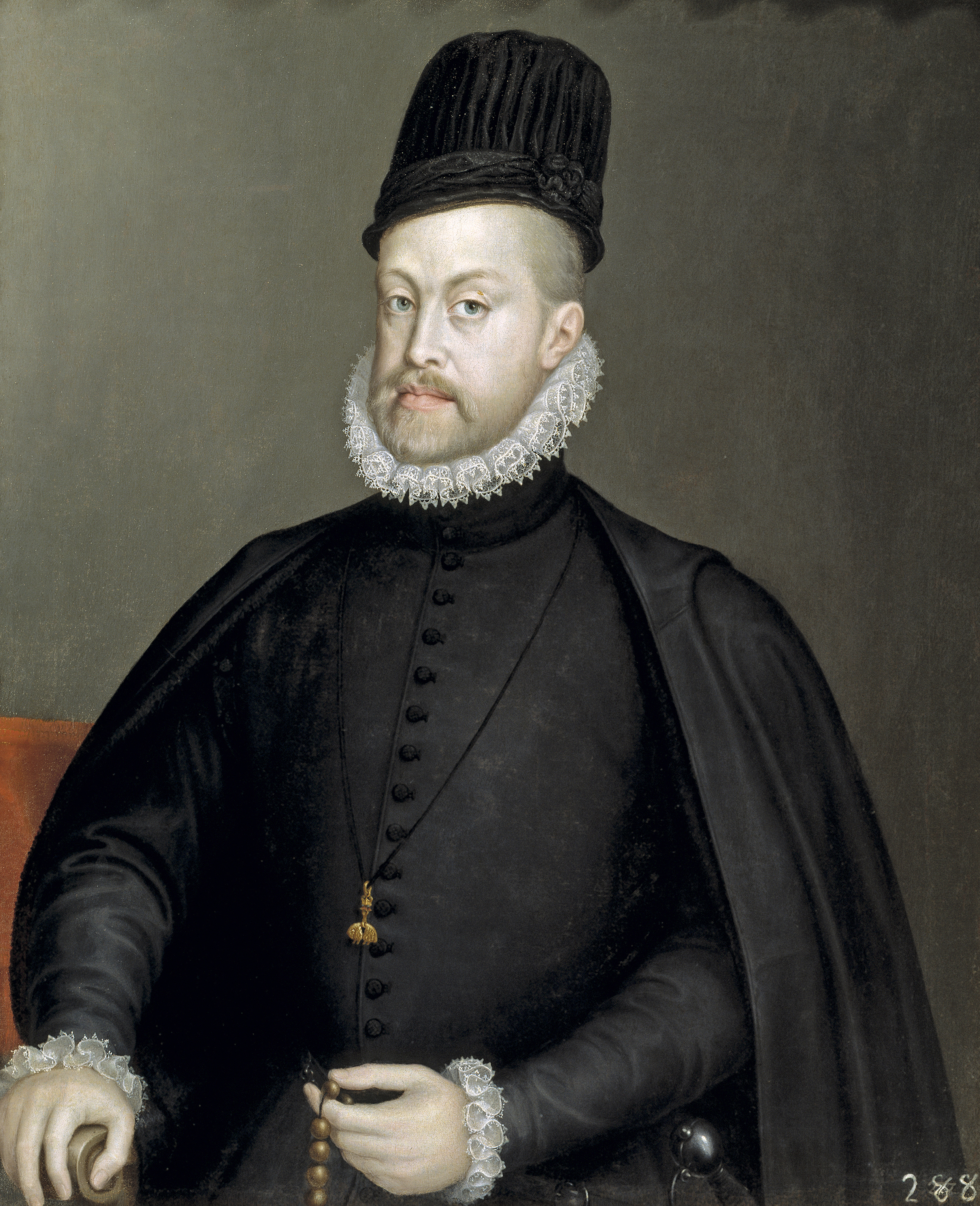
Филипп II
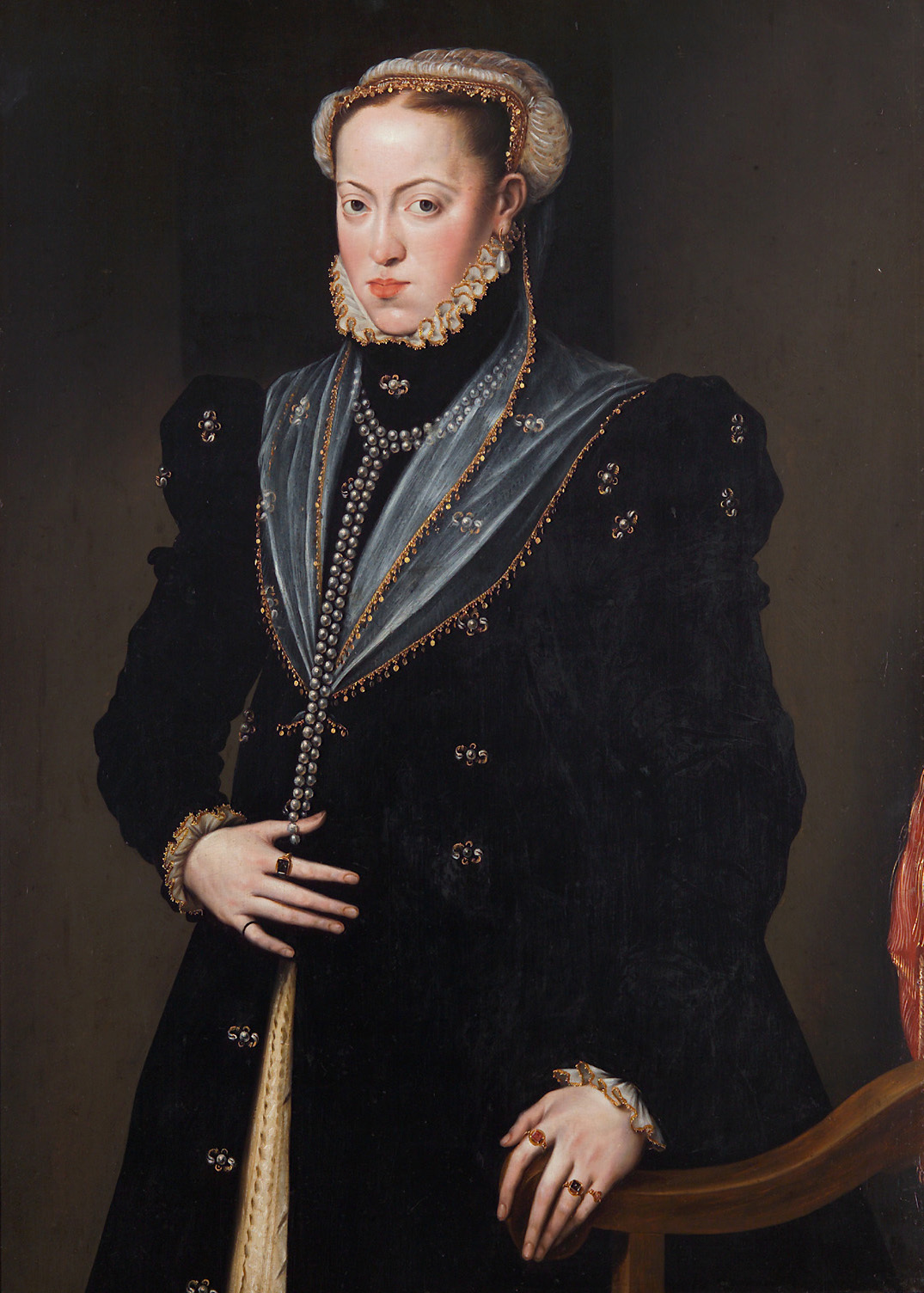
Мария
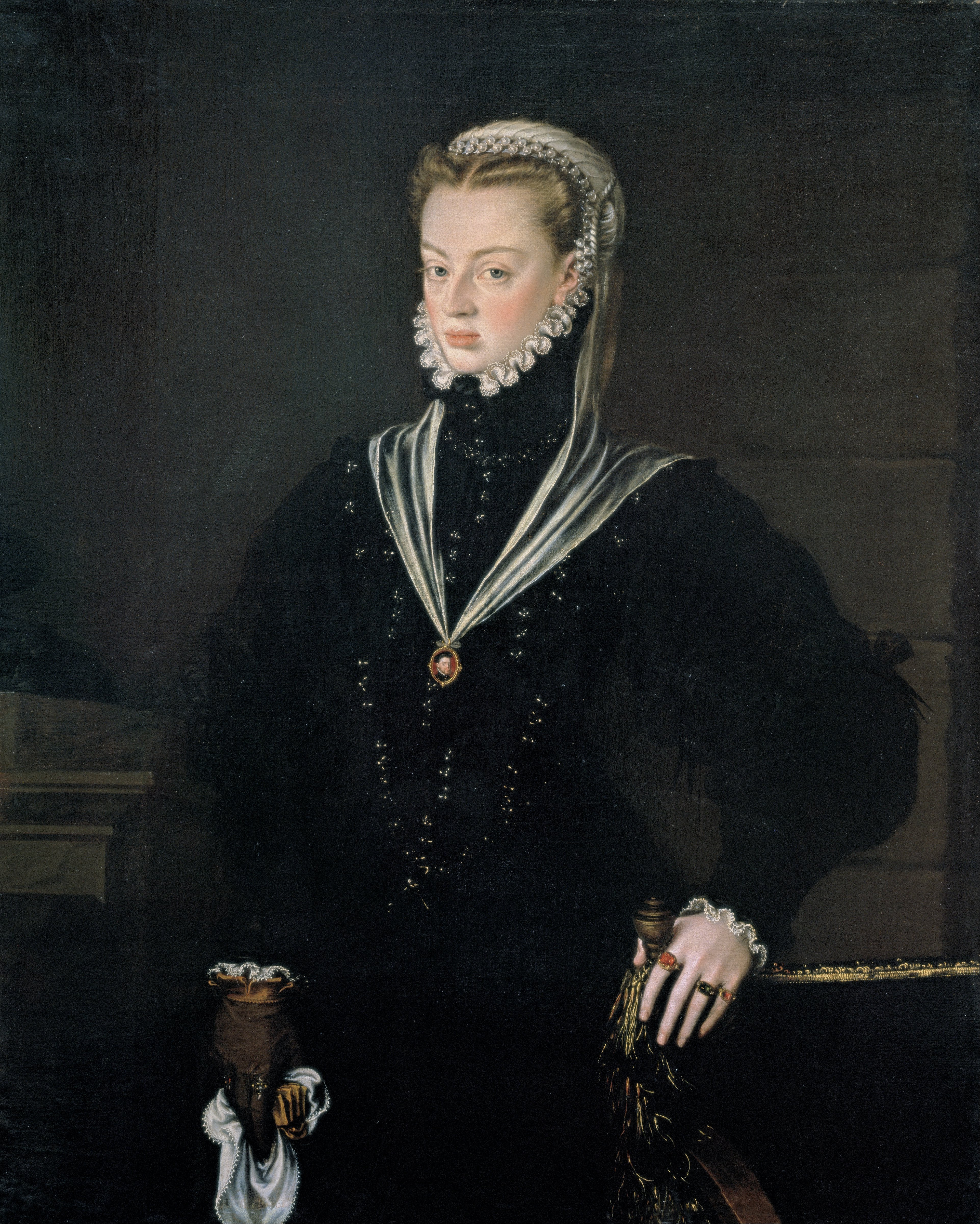
Хуана

## В культуре

### Музыка
В 1540 году Карл V заказал фламандскому композитору Томасу Крекийону сочинить музыкальную композицию в честь императрицы. Результатом стала музыка «Missa Mort m’a privé», выражающая скорбь вдовца и желание его воссоединиться с супругой на небесах.
Другая композиция в честь императрицы — «Carole cur defles Isabellam» 1545 года авторства франко-фламандского композитора Николя Пайена.

### Живопись
В 1543 году Карл поручил своему придворному художнику Тициану написать посмертные портреты Изабеллы, взяв за образец её прижизненные портреты. Тициан создал несколько портретов покойной императрицы, включая «Портрет императрицы Изабеллы Португальской» и «Глория». Позже он написал портрет царственной четы, копию с которого снял Рубенс. Карл брал эти портреты с собой в свои путешествия и в монастырь Юсте, куда удалился в 1555 году.

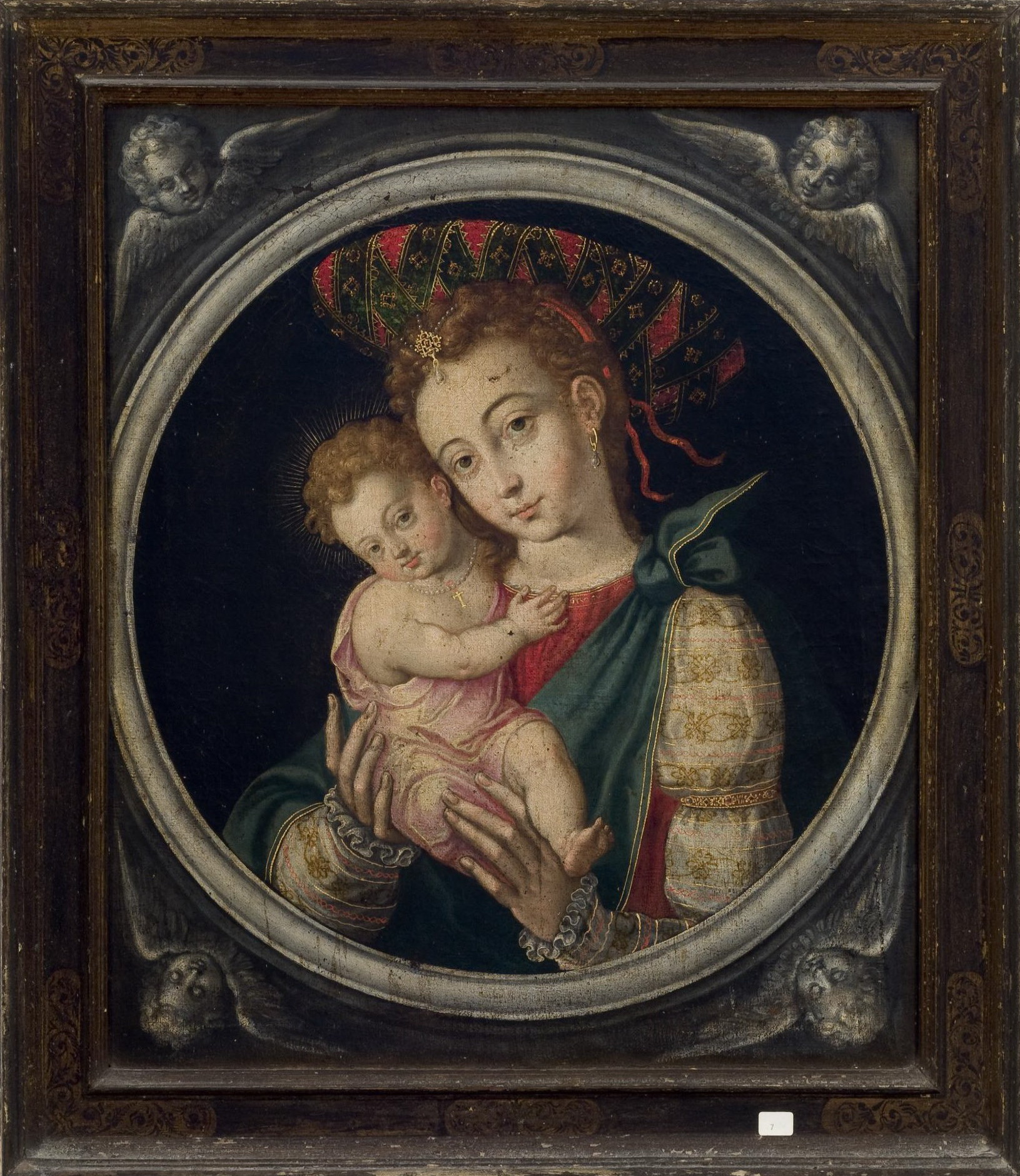
Портрет императрицы Изабелы с сыном (1529) кисти Антониу де Оланда
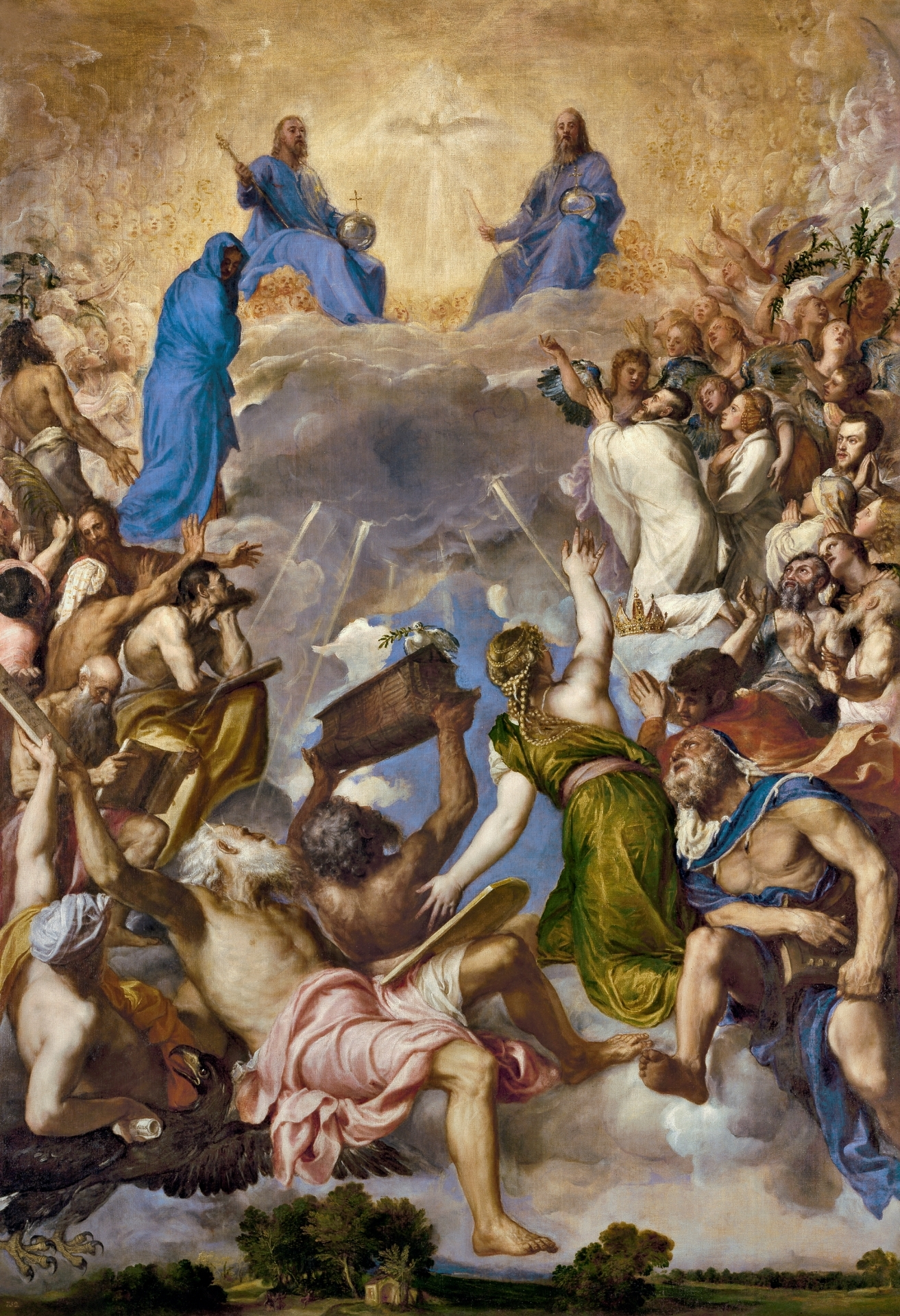
"Глория" (1554)  кисти Тициана
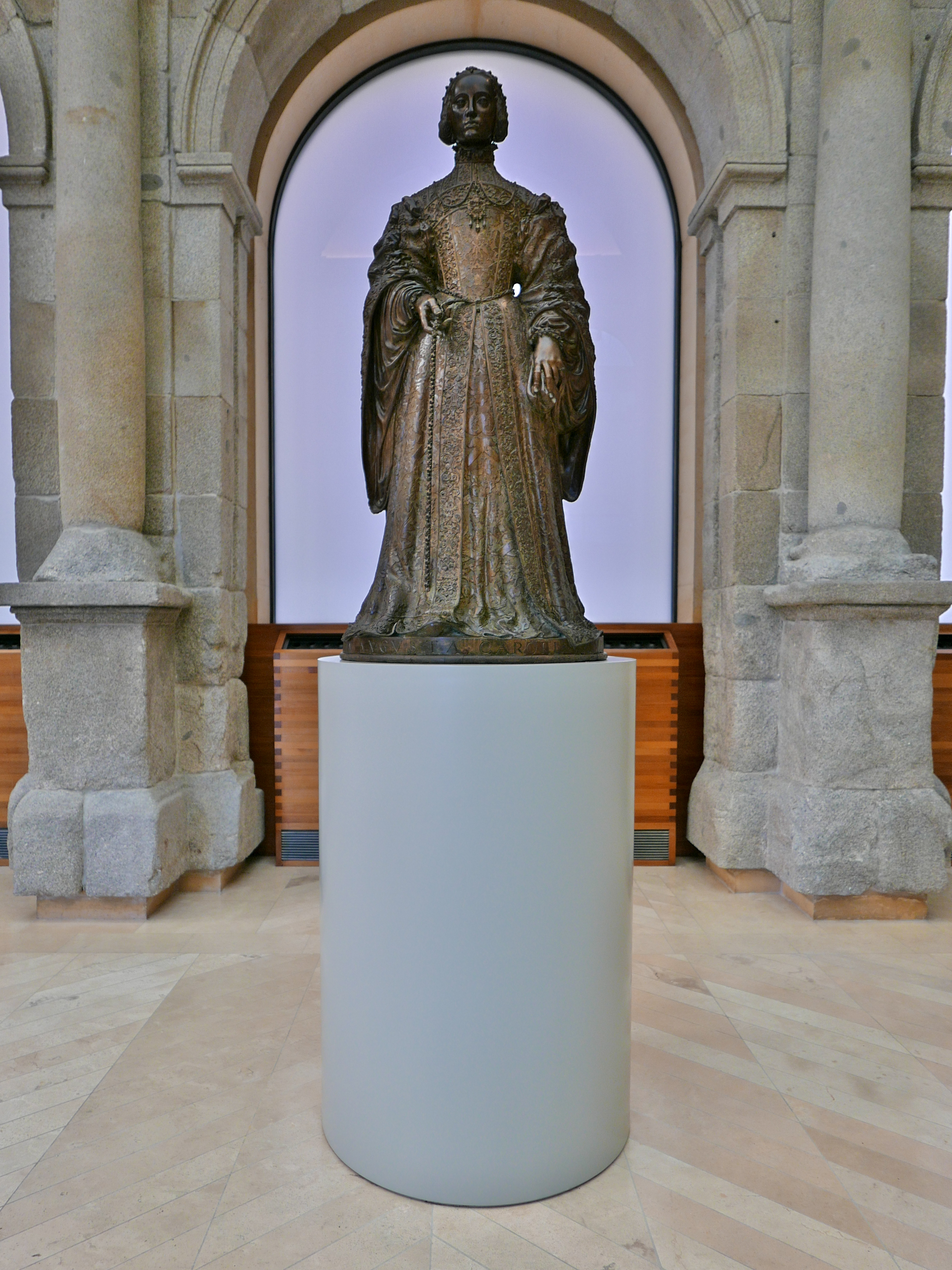
Бронзовая статуя императрицы работы Леоне Леони (1550-1555). Прадо (Мадрид)
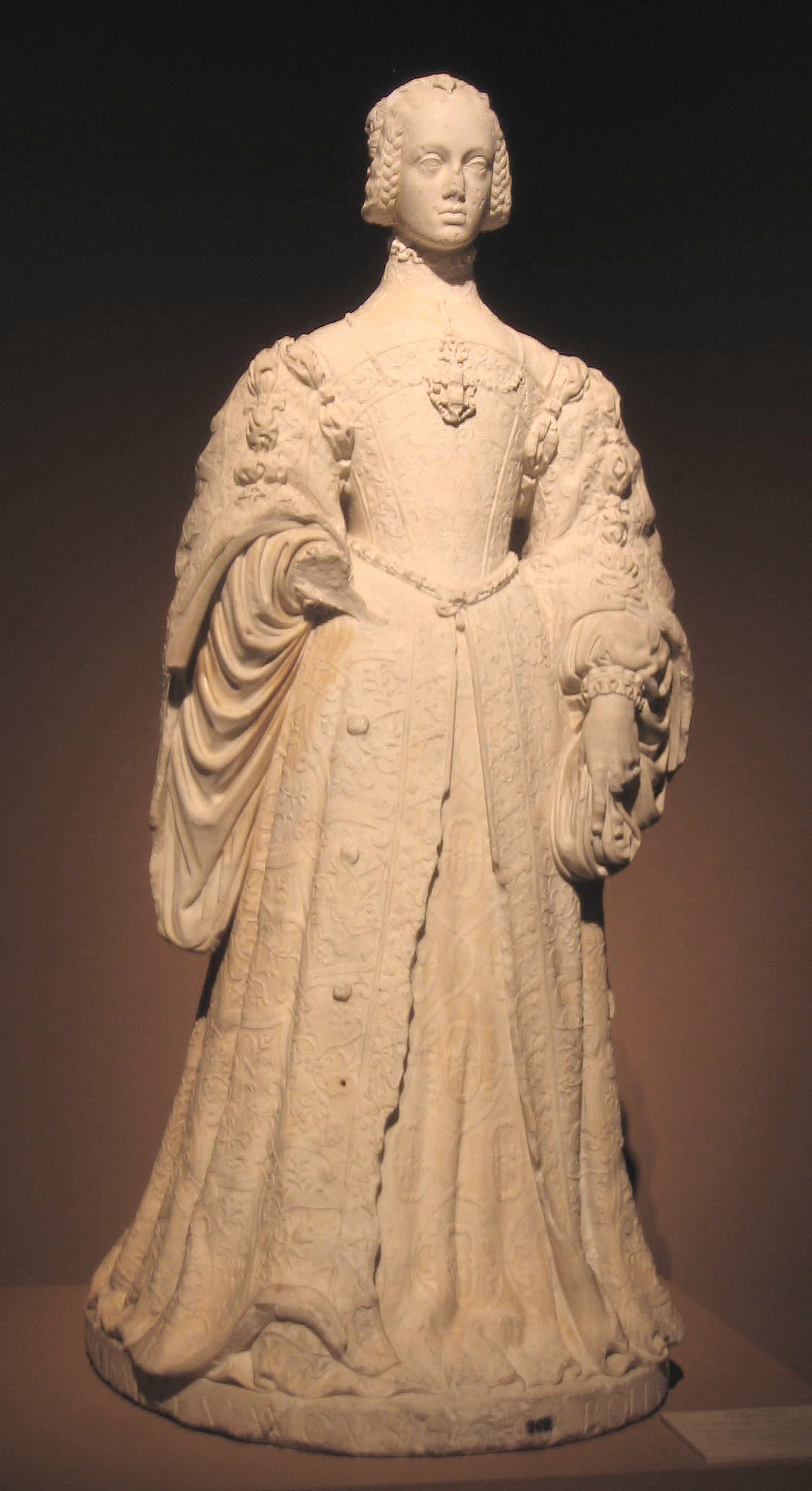
Скульптура Изабеллы работы Помпео Леони, 1572 год
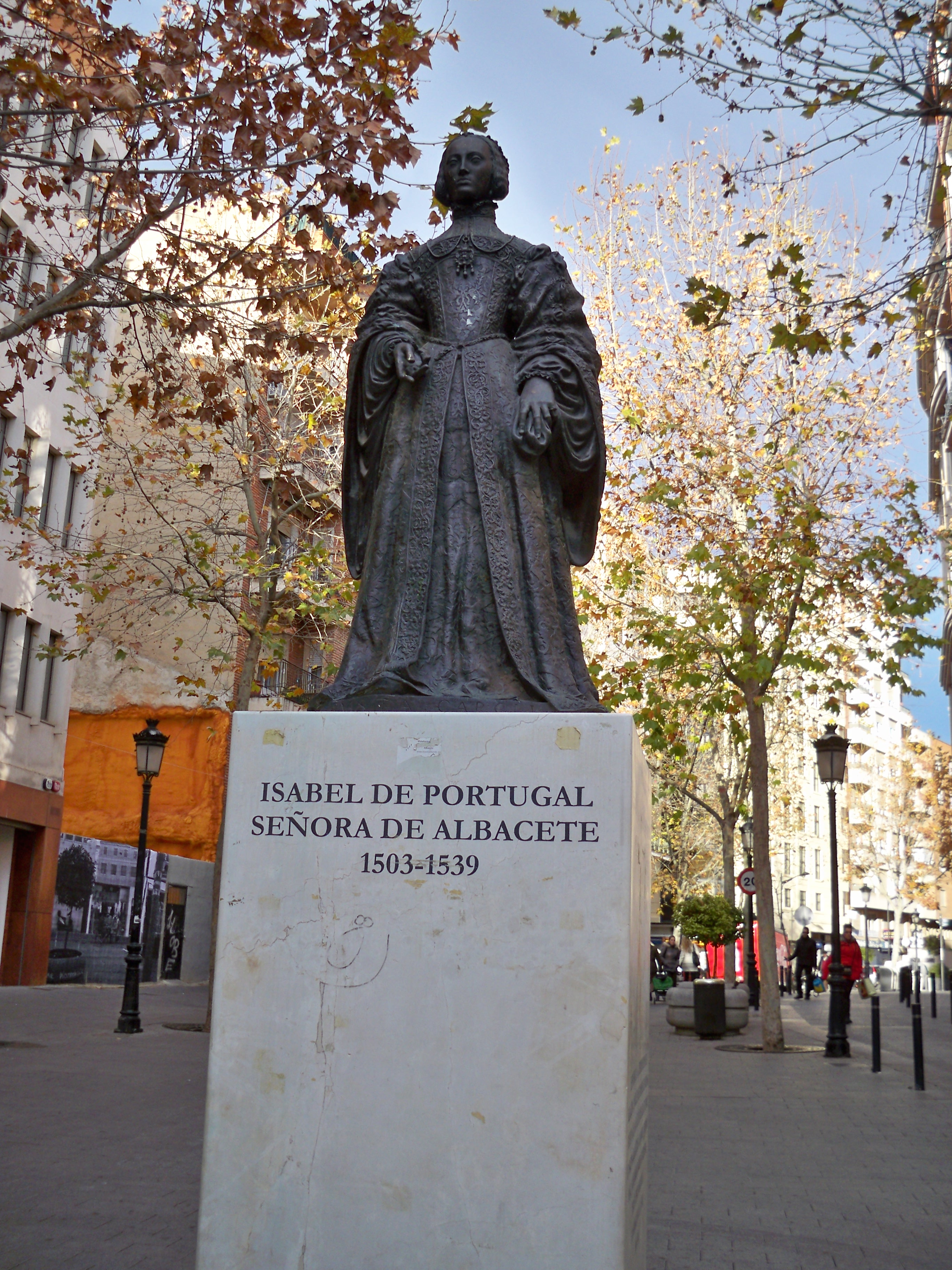
Памятник Изабеле в центре Альбасете

### Кинематограф
- 1942 — фильм «Королева Наваррская[англ.]» (Италия); роль исполнила итальянская актриса Клара Каламаи.
- 2011-14 — в сериале «Великолепный век» (Турция) роль Изабеллы исполнила актриса Макбуле Мейзиноглу.
- 2015 — в сериале «Карлос, король и император» (Испания) роль Изабеллы исполнила актриса Бланка Суарес[17].